# APSARA
APSARA (tiếng Anh: Authority for the Protection of the Site and Management of the Region of Angkor, Cơ quan Bảo vệ Di tích và Quản lý Khu vực Angkor) là cơ quan quản lý của Campuchia chịu trách nhiệm bảo vệ Công viên Khảo cổ học Angkor. Được thành lập vào năm 1995, đây là cơ quan phụ trách công tác nghiên cứu, bảo vệ và bảo tồn cũng như phát triển đô thị và du lịch của công viên. Nó có trụ sở chính tại Siem Reap. Tính đến năm 2016, cơ quan này bao gồm 15 phòng ban và hơn 500 nhân sự.